# Дуленско језеро
Дуленско језеро је вештачко језеро, које је створено 1964. године, преграђивањем Дуленске реке. Језеро се налази у атару села Дулене, 20 километара јужно од Крагујевца.

## Историја
Језеро је створено 1964. и било је цевима повезано са Грошничким језером, које се налази са друге стране Гледићких планина. На простори његове некадашње површине, водовод је 2001. посадио 300 стабала канадске тополе. Током 2020. ствара се иницијатива за његово поновно обнављање, која је још увек у току.

## Карактеристике
Дужина бране је износила 50.9m, а висина 8.2m. Језеро је било дуго 350m, имало је површину 2.3km², и запремину 49000m³.
Терен на подручју села Дулене и околних села је од вододрживих стена. Самим тим, то је било погодно место за подизање вештачког језера. 

## Живи свет у језеру
Од рибе овде претежно живи: мрена, речна поточарка, сунчица и језерска пастрмка. У Дуленском језеру се могу наћи и ситни поточни ракови. У мочварном делу језера могу се наћи пијавице.